# The Recipe
"The Recipe" é uma canção do rapper estadunidense Kendrick Lamar, com a participação do também rapper e produtor musical compatriota Dr. Dre, que tambem produziu a canção, juntamente com Scoop DeVille. Foi lançada em 3 de abril de 2012 como primeiro single de seu segundo álbum de estúdio Good Kid, M.A.A.D City.

## Faixas e formatos
| Download digital |                            |                                                                                            |                        |         |  |
| N.º              | Título                     | Compositor(es)                                                                             | Produtor(s)            | Duração |  |
| 1.               | "The Recipe" (com Dr. Dre) | K. Duckworth, A. Young, E. Molina, G. D'Amico, E. Cardona, A. Estella, D. Gupta, B. Ujueta | Scoop DeVille, Dr. Dre | 5:53    |  |

## Desempenho nas paradas
| Paradas (2012)                                  | Melhor posição |
| ----------------------------------------------- | -------------- |
| Estados Unidos (Bubbling Under Hot 100 Singles) | 3              |
| Estados Unidos (Billboard R&B/Hip-Hop Songs)    | 38             |
| Estados Unidos (Billboard Hot Rap Songs)        | 23             |
| Estados Unidos (Billboard Rhythmic)             | 29             |

## Histórico de lançamento
| País           | Data               | Formato          | Gravadora             |
| -------------- | ------------------ | ---------------- | --------------------- |
| Estados Unidos | 3 de abril de 2012 | Download digital | Aftermath, Interscope |
| Estados Unidos | 8 de maio de 2012  | Radio airplay    | Aftermath, Interscope |